# Лончна (гміна)
Гміна Лончна (пол. Gmina Łączna) — сільська гміна у східній Польщі. Належить до Скаржиського повіту Свентокшиського воєводства.
Станом на 31 грудня 2011 у гміні проживало 5317 осіб.

## Територія
Згідно з даними за 2007 рік площа гміни становила 61.78 км², у тому числі:
- орні землі: 37.00%
- ліси: 56.00%

Таким чином, площа гміни становить 16.35% площі повіту.

## Населення
Станом на 31 грудня 2011:
| Опис     | Загалом | Загалом | Чоловіки | Чоловіки | Жінки | Жінки |
| -------- | ------- | ------- | -------- | -------- | ----- | ----- |
| одиниця  | осіб    | %       | осіб     | %        | осіб  | %     |
| все      | 5317    | 100     | 2645     | 49.75    | 2672  | 50.25 |
| міське   | 0       | 100     | 0        |          | 0     |       |
| сільське | 5317    | 100     | 2645     | 49.75    | 2672  | 50.25 |

## Сусідні гміни
Гміна Лончна межує з такими гмінами: Бліжин, Бодзентин, Заґнанськ, Маслув, Сухеднюв.